# 12234 Shkuratov
12234 Shkuratov eller 1986 RP2 är en asteroid i huvudbältet som upptäcktes den 6 september 1986 av den amerikanske astronomen Edward L.G. Bowell vid Anderson Mesa Station. Den är uppkallad efter Jurij Sjkuratov, en astronom från Ukraina.
Asteroiden har en diameter på ungefär 11 kilometer och den tillhör asteroidgruppen Adeona.